# Arias, Mexiko
Arias är en ort i Mexiko.   Den ligger i kommunen Comonfort och delstaten Guanajuato, i den centrala delen av landet, 230 km nordväst om huvudstaden Mexico City. Arias ligger 1 810 meter över havet och antalet invånare är 141.
Terrängen runt Arias är huvudsakligen kuperad, men söderut är den platt. Runt Arias är det ganska tätbefolkat, med 134 invånare per kvadratkilometer. Närmaste större samhälle är San Miguel de Allende, 17,2 km norr om Arias. I omgivningarna runt Arias växer huvudsakligen savannskog.